# Топольниця
Топольниця (пол. Topolnica) — село в Польщі, у гміні Затори Пултуського повіту Мазовецького воєводства.
Населення — 145 осіб (2011).
У 1975—1998 роках село належало до Остроленцького воєводства.

## Демографія
Демографічна структура станом на 31 березня 2011 року:
|          | Загалом | Допрацездатний вік | Працездатний вік | Постпрацездатний вік |
| -------- | ------- | ------------------ | ---------------- | -------------------- |
| Чоловіки | 70      | 17                 | 41               | 12                   |
| Жінки    | 75      | 15                 | 43               | 17                   |
| Разом    | 145     | 32                 | 84               | 29                   |